# پراسکوویا کوالیووا

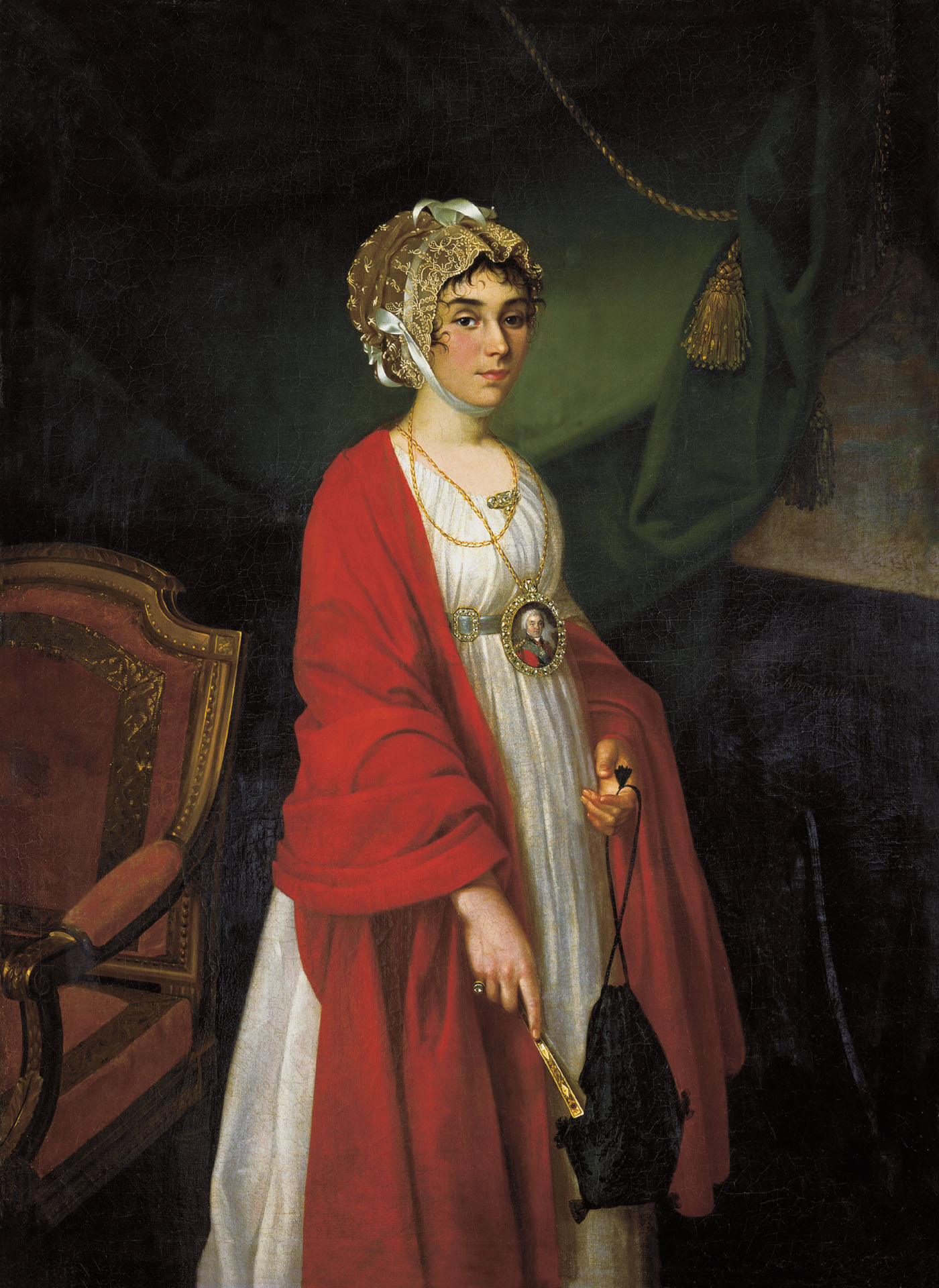
نیکولای آرگونوف (۱۷۷۱ - حدود ۱۸۲۹): پرتره پراسکوویا ایوانوونا ژمچوگووا-شرمتوا، ۱۸۰۳. آویز گردنبند او تصویری مینیاتوری از شوهرش نیکولای شرمتف را نشان می‌دهد

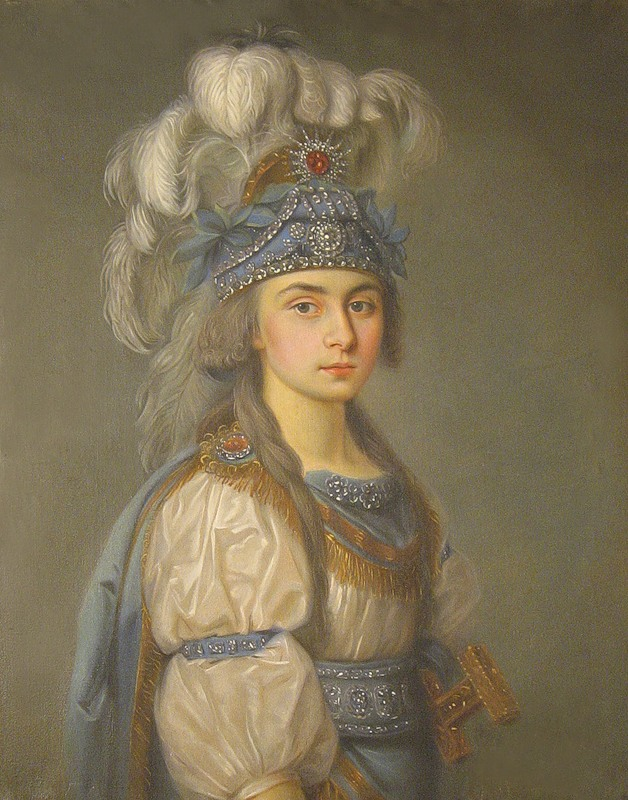
پراسکوویا کوالیووا با لباسی زیبا برای Les mariages samnites توسط André Ernest Modeste Grétry

پراسکوویا کوالیووا (Praskovia Ivanovna) معروف به مروارید (۲۰ ژوئیه، ۱۷۶۸–۲۳ فوریه ۱۸۰۳) یک روس سرف بازیگر و خواننده سوپرانو اپرا بود.
پراسکوویا یکی از بهترین خوانندگان اپرا در قرن هجدهم روسیه بود. و او را به عنوان اولین «سوپراستار» روسیه توصیف می‌کنند. او در خانواده یک آهنگر رعیت به نام ایوان گوربونوف زندگی می‌کرد

## پیشینه
تا حدود ۱۶۰ سال پیش، رعیت‌داری در روسیه رواج داشت و بیشتر از ۸۰ درصد جامعه را رعیت‌ها تشکیل می‌دادند. در مقابل، نجیب‌زادگانی بودند که هرطور می‌خواستند با رعایای خود رفتار می‌کردند. رعیت‌ها از بسیاری از حق و حقوق محروم بودند و از جمله آن‌ها، حق ازدواج با نجیب‌زادگان را نداشتند.
زمانی که رعیت‌داری در روسیه لغو شد (۱۸۶۱)، روسیه حدود ۷۵ میلیون نفر جمعیت داشت.
حدود ۲۵۰ سال پیش در این جامعه به شدت طبقاتی، «کاترین کبیر» به قدرت رسید. زنی اصالتاً آلمانی (اهل پروس) که ۳۰ سال حکمرانی‌اش به «دوران طلایی» تاریخ روسیه معروف است. در دوران او روسیه قدرتمندتر شد و فرهنگ و هنر رو به رشد گذاشت. با این وجود بسیار خوشگذران و ولخرج بود و در دوران او رعیت‌ها فقیرتر و اربابان پول‌دارتر شدند.
خاندان نجیب‌زاده «شـِرِمی تی یـِف» (Sheremetev) هم از این دسته بودند که هر روز بیشتر و بیشتر به املاک و ثروت خود افزودند.

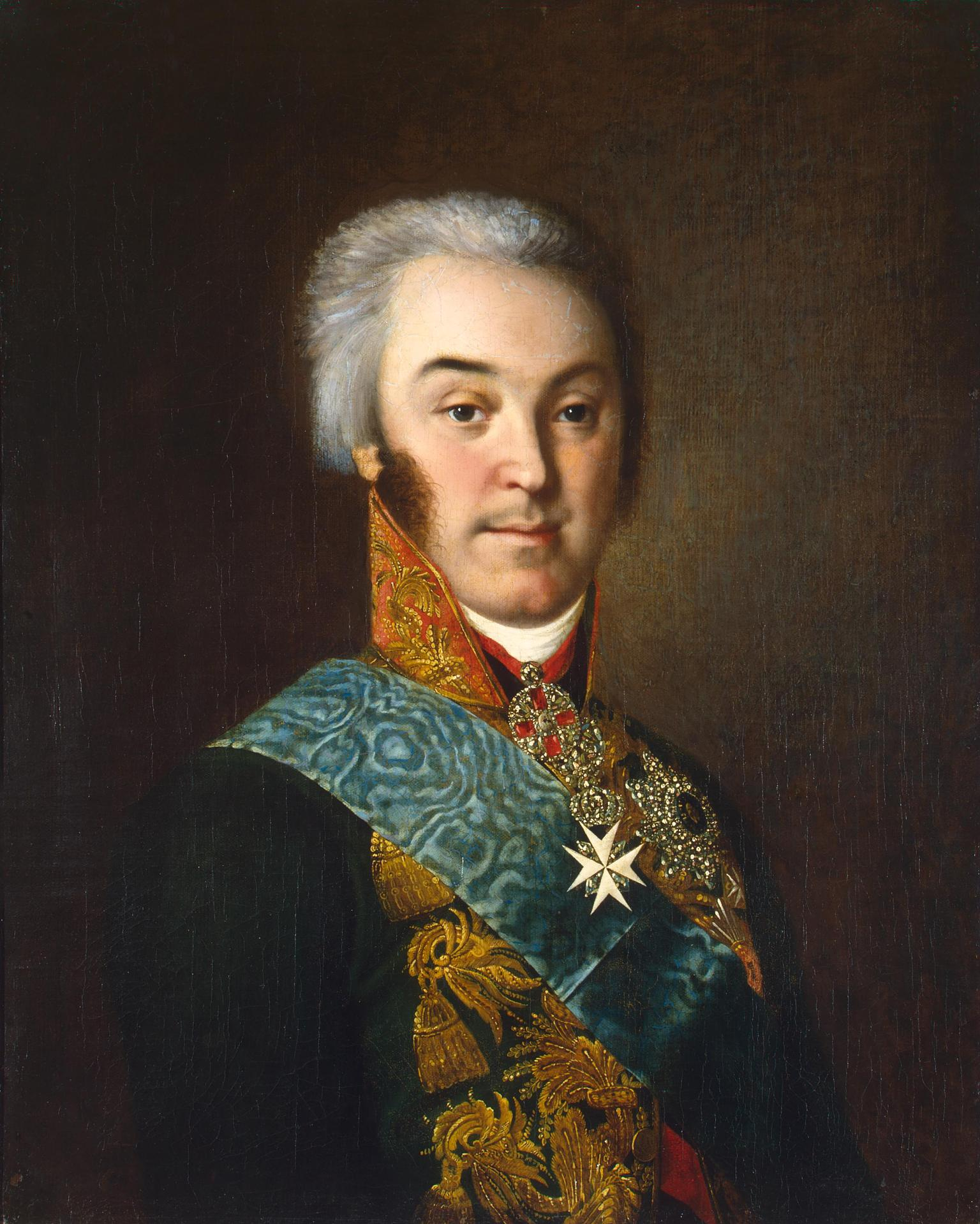
نیکلای شـِرِمی تی یـِف

«نیکلای شـِرِمی تی یـِف» یکی از اعضای این خاندان نجیب‌زاده بود که از «سنت پترزبورگ»، پایتخت آن زمان، به مسکو فرستاده شد تا یک بانک را اداره کند. او که تحصیل‌کرده اروپا بود و شیفته موسیقی، یک مجموعه فرهنگی برای آموزش هنر به رعیت تأسیس کرد.
یکی از شاگردان این مجموعه فرهنگی، دختر یک آهنگر بود به نام «پراسکوویا» (Praskovia). این دختر آن چنان با استعداد بود که تا سن ۱۷ سالگی به زبان فرانسه و ایتالیایی تسلط پیدا کرد، هارپ می‌نواخت و در اپرا و بازیگری تئاتر بسیار توانمند بود، به طوری که به او نام هنری «ژِمچوگُوا» (Zhemchugova) (به معنی مروارید) دادند.
در یکی از نمایش‌های تئاتر، «کاترین کبیر» به قدری مجذوب اجرای او شد که بعد از نمایش با این بازیگر جوان دیدار کرد و به او یک انگشتر الماس هدیه داد.
در همین سال‌ها بود که داستان رابطه عاشقانه او با «نیکلای شـِرِمی تی یـِف» بر سر زبان‌ها افتاد. درز کردن این خبر می‌توانست برای نیکلای گران تمام شود. رعیت هرچقدر هم که هنرمند و معروف، در یک خانواده نجیب‌زاده، حتی در حد یک معشوقه هم جایگاهی نداشت. حتی کلیسای ارتودوکس هم از این بی عدالتی حمایت می‌کرد.
با این وجود رابطه نیکلای و «مروارید» ادامه پیدا کرد. نیکلای جوان به یکی دیگر از املاک «شـِرِمی تی یـِف» در شرق مسکو، در منطقه‌ای به نام «کوسکووا» (Kuskovo) نقل مکان کرد و طور مخفیانه با معشوقه هنرمند و بازیگرش به زندگی ادامه داد.
چند سال بعد، نیکلای به یک سمت دولتی در دربار منصوب شد و با «مروارید» به سنت پترزبورگ رفت و همچنان رابطه عاشقانه‌اش را مخفی نگاه می‌داشت. در همین زمان، «مروارید» به شدت بیمار شد و از فعالیت هنری فاصله گرفت.
نیکلای مجموعه فرهنگی‌اش را تعطیل کرد، کل خانواده «مروارید» را از رعیت بودن رسماً آزاد کرد و با صرف هزینه زیاد، شجره‌نامه جعلی از اروپا تهیه کرد تا به دروغ به خانواده‌اش بگوید که «مروارید» از یک خانواده نجیب‌زاده اهل لهستان است.
به این ترتیب این دو معشوق در سال ۱۸۰۱ طی مراسمی مخفی در مسکو ازدواج کردند.
چند ماه بعد «مروارید» باردار شد و بلافاصله بعد از زایمان، حالش رو به وخامت گذاشت و پس از چند ماه در سن ۳۵ سالگی درگذشت.
«مروارید» وصیت کرده بود تا مبالغ قابل توجهی صرف فقرا و بچه‌های یتیم و همین‌طور تهیه جهیزیه (به روسی «pry̰dạnạy̰h») برای دختران دم‌بخت شود.
نیکلای به وصیت همسرش عمل کرد و به یاد او، نوانخانه‌ای در مرکز مسکو راه انداخت. در دوران شوروی این مرکز به مؤسسه تحقیقات پزشکی بدل شد و امروز بزرگ‌ترین و تخصصی‌ترین مرکز سوانح و اورژانس مسکو (Sklifosovsky Institute) است.

## سرانجام

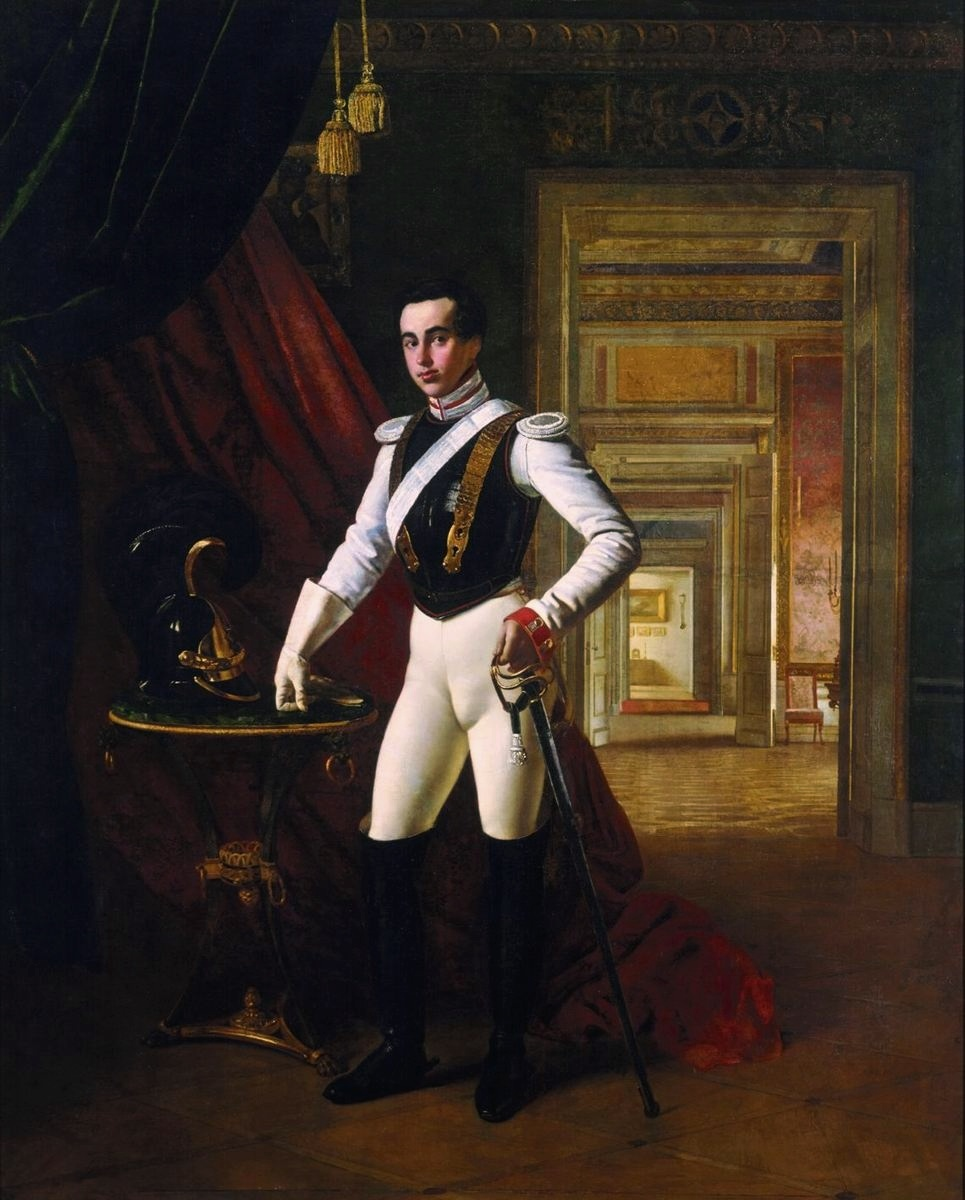
[//en.wikipedia.org/wiki/Dmitri_Sheremetev دیمیتری] شرمی تی یف ناظاموف فرزند پراسکوویا کوالیووا

خبر پسر دار شدن نیکلای، خانواده «شـِرِمی تی یـِف» را برآشفته کرد. اقوام نیکلای به ملک و املاک بی‌وارث چشم داشتند و تولد «دیمیتری» تمام اهداف آن‌ها را نقش بر آب می‌کرد. برای همین، سعی کردند تا پسربچه را از هر طریقی که شده بکشند، اما موفق نشدند.
«دیمیتری شـِرِمی تی یـِف» راه پدر و مادرش را ادامه داد. بسیار نیکوکار بود و از اشرافی‌گری دوری می‌کرد. یک مدرسه موسیقی رایگان راه‌اندازی کرد و سالانه صدها جهیزیه می‌داد و به‌طور ناشناس به فقرا کمک می‌کرد و مدرسه و کلیسا می‌ساخت.
داستان عشق پنهان نیکلای و مروارید موضوع چندین کتاب در روسیه و کشورهای غربی بوده‌است.